# Ouro Verde do Oeste
Ouro Verde do Oeste est une municipalité brésilienne située dans l'État du Paraná.